# RBM19
RBM19‏ (RNA binding motif protein 19) هوَ بروتين يُشَفر بواسطة جين RBM19 في الإنسان.